# Dermatocalasi
La dermatocalasi  è una condizione medica, definita come un eccesso di pelle nella palpebra superiore o inferiore, noto anche come "occhi larghi". Può essere una condizione acquisita o congenita. È generalmente trattato con blefaroplastica.

## Presentazione

### Condizioni associate
Le persone con dermatocalasi spesso hanno anche la blefarite, una condizione causata dall'ostruzione delle ghiandole negli occhi che producono fluido lubrificante (ghiandole di Meibomio). La dermatocalasi può essere abbastanza grave da spingere le ciglia nell'occhio, causando entropion.
La debolezza del setto orbitale può causare l'ernia dei cuscinetti di grasso orbitale. Questo si osserva con presenza di rigonfiamenti (cuscinetti di grasso) nei tessuti molli degli occhi larghi.
Possono essere anche osservati in vari disturbi ereditari del tessuto connettivo, tra cui la classica sindrome di Ehlers-Danlos e la cutis laxa . 
La dermatocalasi può essere un importante fattore che contribuisce al mal di testa a causa della contrazione del riflesso tonico dei muscoli nel tentativo di compensare, che quindi provoca mal di testa di tipo tensivo.

## Fisiopatologia
La dermatocalasi è causata da una perdita di elasticità nel tessuto connettivo che sostiene la struttura della parte anteriore della palpebra. Normalmente, nei caucasici, il muscolo orbicolare e la pelle sovrastante formano una piega vicino al bordo tarsale.  Nella dermatocalasi, i tessuti in eccesso pendono, oltre il bordo anteriore della palpebra. Il tessuto in eccesso può talvolta ostruire il campo visivo, in particolare il campo visivo superiore. Nei casi più gravi, può ostruire fino al 50% del campo visivo superiore.

## Trattamento
Se la dermatocalasi è abbastanza grave da ostruire i campi visivi periferici o superiori, allora può essere trattata con una procedura chirurgica chiamata blefaroplastica. Nell'intervento di blefaroplastica vengono rimossi l'eccesso di pelle, muscoli e grasso. Mentre il miglioramento della vista è un'indicazione per la blefaroplastica sulla palpebra superiore, se i campi visivi non sono ostruiti, può essere eseguito per motivi estetici. In generale, la blefaroplastica della palpebra inferiore è considerata cosmetica, poiché la dermatocalasi nella palpebra inferiore non interferisce con la visione.

## Epidemiologia
La dermatocalasi colpisce comunemente gli anziani, anche se a volte viene acquisita congenitamente. La forma negli anziani può iniziare a svilupparsi già a 40 anni e continua a progredire con l'età. La versione congenita può iniziare intorno ai 20 anni.  Non vi è alcuna predisposizione razziale allo sviluppo della dermatocalasi, e uomini e donne sono ugualmente colpiti.